# Francisco Núñez Olivera
Francisco Núñez Olivera, né le 13 décembre 1904 à Bienvenida (Province de Badajoz) et mort le 29 janvier 2018 dans le même village, est un supercentenaire espagnol. À partir du 11 août 2017, il est le doyen masculin de l'humanité.

## Biographie
Il participe à la guerre du Rif en 1923, puis à la Guerre civile espagnole.
Il a quatre enfants, neuf petits-enfants et quinze arrière-petits-enfants.
À l'âge de 90 ans, on lui retire un rein, puis il est opéré de la cataracte à l'âge de 98 ans.
À la mort d'Yisrael Kristal, le 11 août 2017, il devient l'homme le plus âgé encore vivant. Il meurt à l'âge de 113 ans et 47 jours.